# Tengkerang Barat
Tengkerang Barat is een bestuurslaag in het regentschap Pekanbaru van de provincie Riau, Indonesië. Tengkerang Barat telt 20.316 inwoners (volkstelling 2010).